# Кальдрананесхреппюр
Кальдрананесхреппюр (исл. Kaldrananeshreppur, исландское произношение: [ˈkaltraːnaˌnɛsˌr̥ɛhpʏr̥]) — община на западе Исландии в регионе Вестфирдир. На 1 января 2021 года в общине на 387 км² проживало 110 человек.

## История
В Книге о заселении Исландии говорится, что поселения на Страндир существовали со времен Средневековья, когда и возникли первые общины на тех землях. В 1858 году указом датского короля Фредерика VII была образована сельская община Кальдрананесхреппюр с центром в Кальдрананесе. Когда  4 мая 1872 года король Кристиан IX принял закон о административно-территориальном делении Исландии, то община Кальдрананесхреппюр была отнесена к Страндасисле, её границы установлены от Кольбейнсвика на севере до мыса Сельауроддар в глубине Стейнгримс-фьорда, а центром стала рыбацкая деревня Драунгснес. С тех пор община существует без изменений.

## География
Кальдрананесхреппюр расположен на Страндир — восточном побережье региона Вестфирдир на западе Исландии. Земли общины граничат на севере с Аурнесхреппюр, а на западе с землями Страндабиггд. На востоке и юго-востоке община выходит к фьордовому комплексу Хунафлоуи — побережьям Бьярднар-фьорда и 
Стейнгримс-фьорда.
В Аурнесхреппюр есть несколько фермерских усадеб, полузаброшенный хутор Кальдрананес с церковью и селение Драунгснес. В 2021 году население Драунгснеса, который является единственным населенным пунктом и административным центром общины, составляло 72 человека.
Община является сельской и основное занятие жителей Кальдрананесхреппюр — овцеводство, рыболовство и, последние годы, туристический сервис.

## Транспорт
По территории общины проходит 36-километровый участок дороги Страндавегюр 643 соединяющий общину с остальной частью Исландии, и дорога местного значения 
Драунгснесвегюр 645.
Имеется небольшая гавань с портом в Драунгснес, где могут приставать малотоннажные рыболовные суда и лодки, а также обслуживаться пассажирские катера идущие на остров Гримсей.
Ближайший аэропорты находятся в соседних общинах. В Аурнесхреппюр находится аэропорт Гьёгюр, принимающий регулярные внутренние рейсы, а в Страндабиггд — аэропорт Хоульмавик, откуда осуществляются вылеты любительской авиации и чартерные рейсы в Исафьордюр, Акюрейри и Рейкьявик, а также медицинские или экстренные рейсы).

## Население
Источник: Mannfjöldi eftir kyni, aldri og sveitarfélögum 1998-2021 (исл.). hagstofa.is. Reykjavík: Hagstofa Íslands [Статистическая служба Исландии]. Дата обращения: 18 октября 2021.

## Галерея

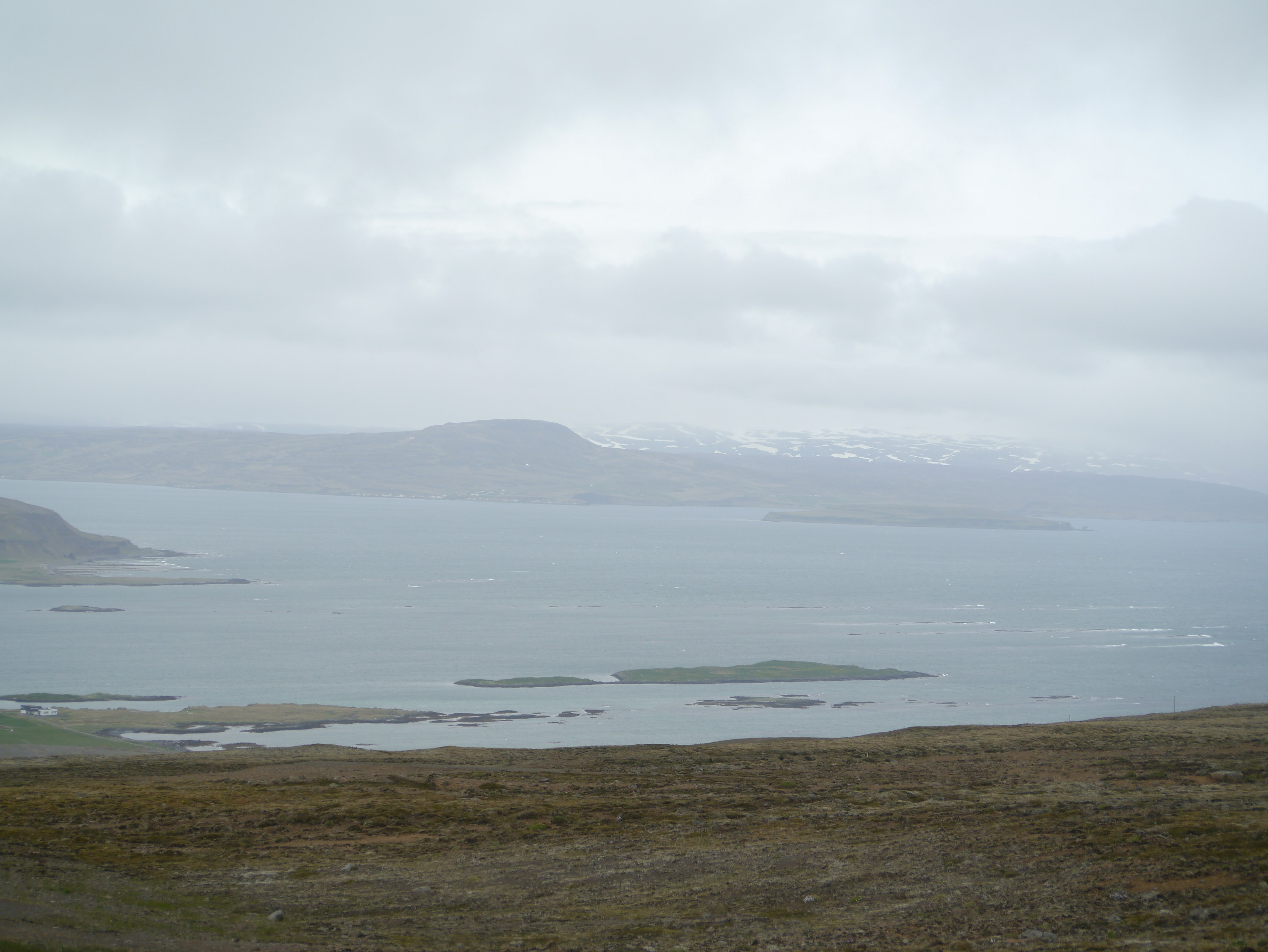
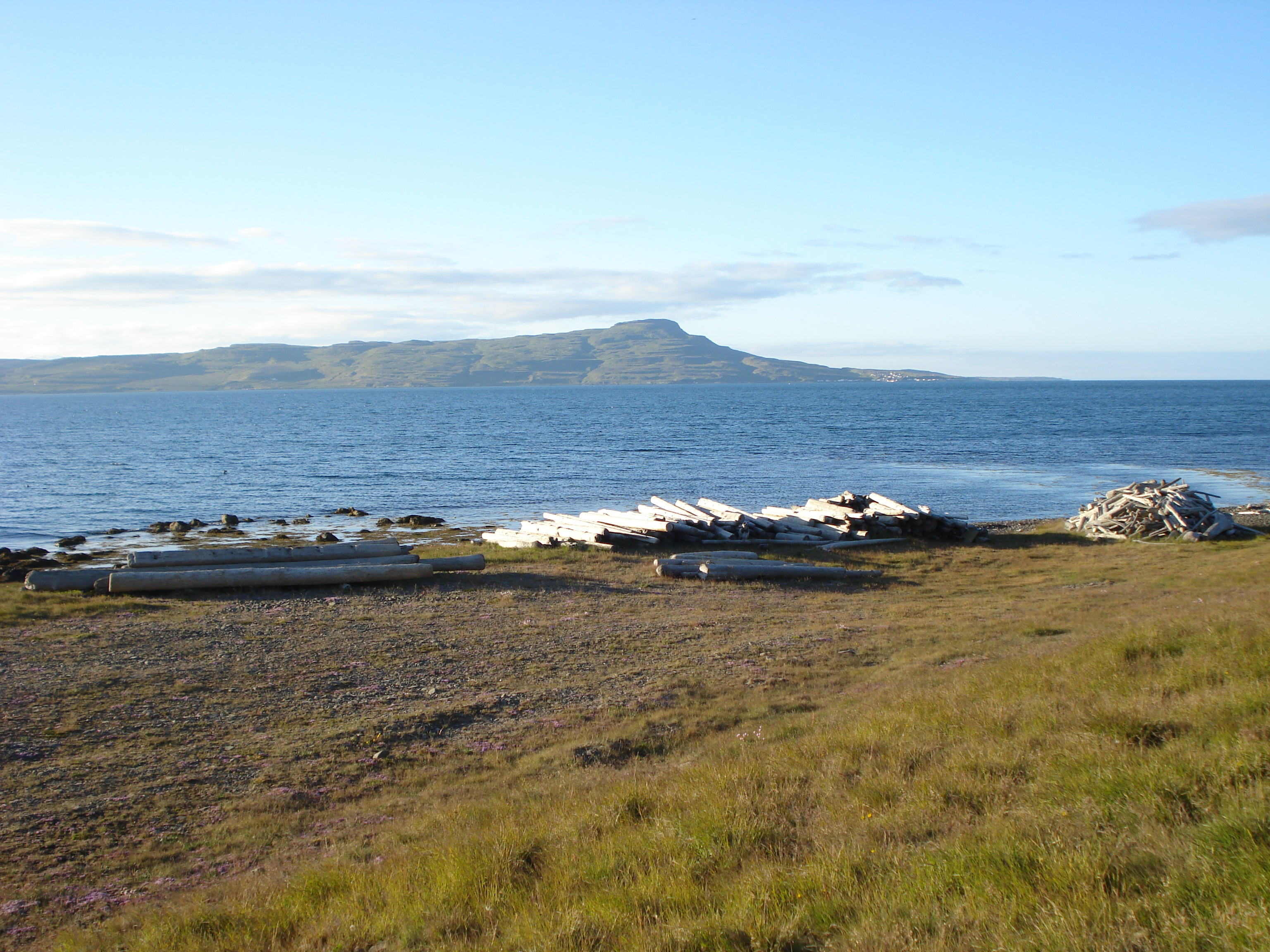
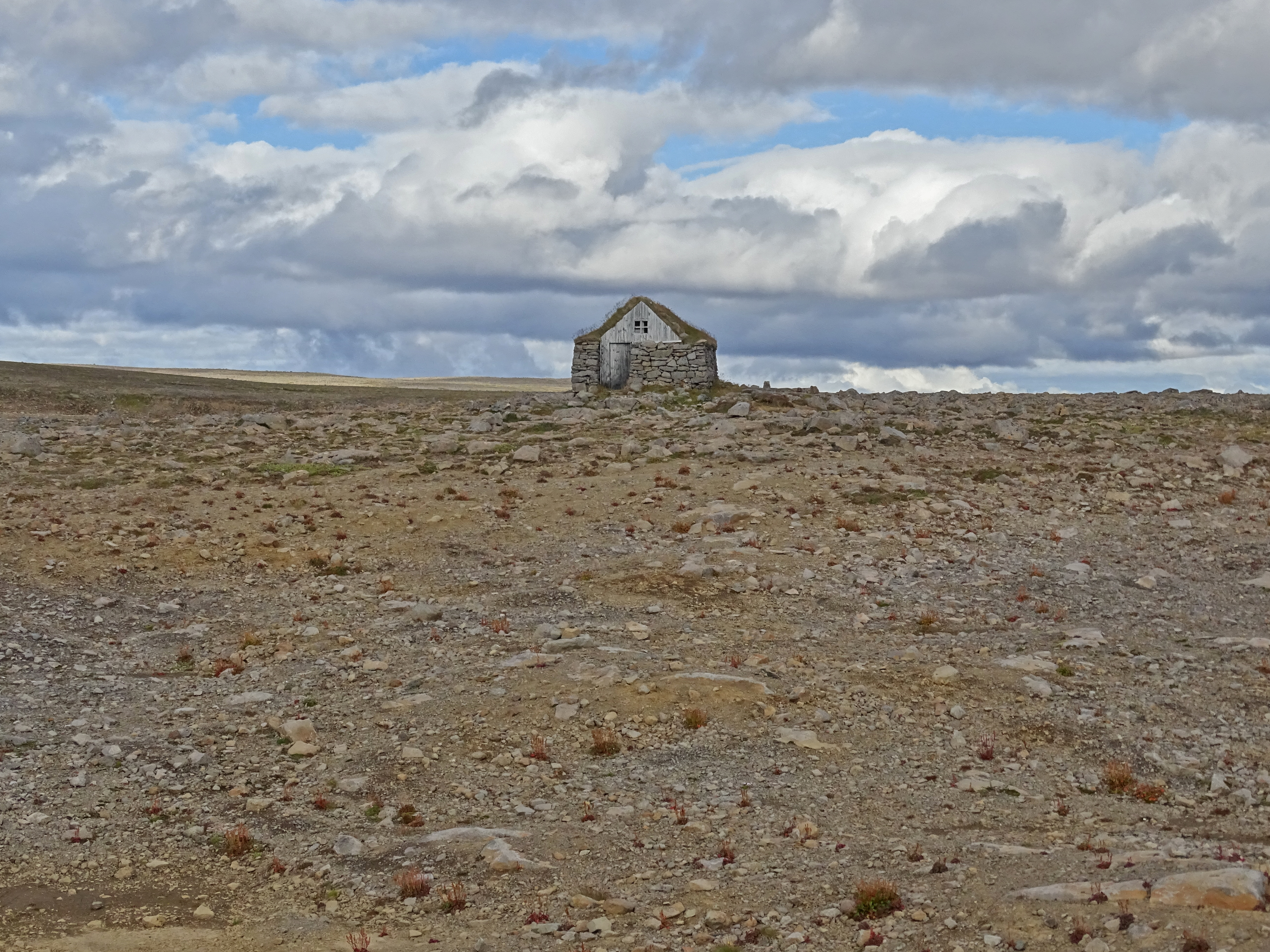
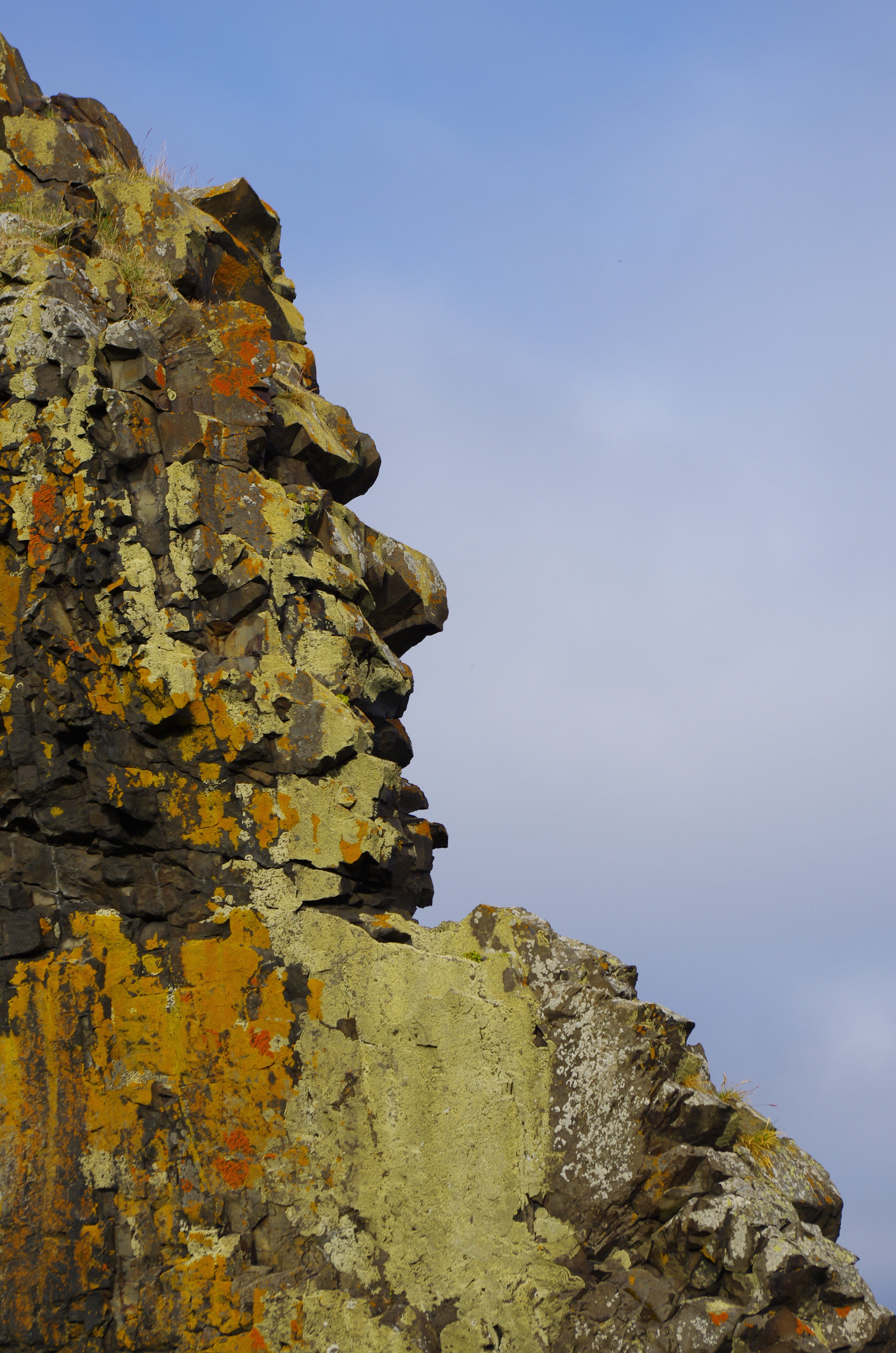